# Oxypetalum joergensenii
Oxypetalum joergensenii är en oleanderväxtart som beskrevs av T. Meyer. Oxypetalum joergensenii ingår i släktet Oxypetalum och familjen oleanderväxter. Inga underarter finns listade i Catalogue of Life.